# Martin (Dakota del Sud)
Martin (in lakota: pažóla otȟúŋwahe; "città sulla collinetta") è un comune (city) degli Stati Uniti d'America e capoluogo della contea di Bennett nello Stato del Dakota del Sud. La popolazione era di 1.071 abitanti al censimento del 2010.

## Geografia fisica
Martin è situata a 43°10′30″N 101°44′03″W (43.174923, -101.734287).
Secondo lo United States Census Bureau, la città ha una superficie totale di 1,36 km², dei quali 1,36 km² di territorio e 0 km² di acque interne (0% del totale).

## Storia
Martin fu progettata nel 1911. La città prende il nome da Eben Martin, un rappresentante degli Stati Uniti dal Dakota del Sud.

## Società

### Evoluzione demografica
Secondo il censimento del 2010, la popolazione era di 1.071 abitanti.

### Etnie e minoranze straniere
Secondo il censimento del 2010, la composizione etnica della città era formata dal 41,64% di bianchi, lo 0,09% di afroamericani, il 48,27% di nativi americani, l'1,21% di asiatici, lo 0% di oceanici, lo 0,47% di altre etnie, e l'8,31% di due o più etnie. Ispanici o latinos di qualunque etnia erano il 4,11% della popolazione.